# James Edward Smith

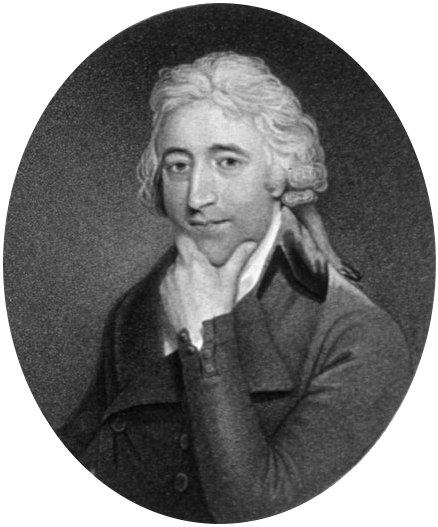
James Edward Smith

James Edward Smith (Norwich, 2 december 1759 – Norwich, 17 maart 1828) was een Engels botanicus en medeoprichter en eerste voorzitter van de Linnean Society of London. Zijn botanische auteursaanduiding is Sm.

## Biografie
Smith was een zoon van een rijke textielhandelaar uit Norwich. Hij studeerde medicijnen aan de Universiteit van Edinburgh vanaf 1777, waarbij hij vanaf 1781 ook botanica volgde bij John Hope. Hij werkte vanaf 1783 als arts in Londen, waar hij verder studeerde aan de universiteit. Hij maakte kennis met Sir Joseph Banks, de voorzitter van de Royal Society. In 1784 kocht hij Linnés bibliotheek, herbarium en manuscripten van diens weduwe.
Smith werd een fellow van de Royal Society en samen met Joseph Banks richtte Smith in 1788 de Linnean Society op. Hij werd verkozen als eerste voorzitter ervan en bleef die functie uitoefenen tot aan zijn dood. In 1796 keerde hij terug naar Norwich, en nam de hele collectie van Linné mee. Na zijn dood werden de collecties van Linné, evenals Smiths eigen collecties, gekocht door de Linnean Society.
Smith publiceerde verschillende werken over de Engelse flora en over de systematische botanica. Hij schreef ook het eerste entomologisch werk over de insecten van Noord-Amerika, The Natural History of the Rarer Lepidopterous Insects of Georgia uit 1797, waarvoor hij gebruik maakte van de nota's en originele tekeningen van John Abbot.

## Werk
- met John Abbot: The Natural History of the Rarer Lepidopterous Insects of Georgia, Londen 1797
- Compendium Floræ Britannicæ, Londen 1800
- Exotic Botany: consisting of coloured figures and scientific descriptions of such new, beautiful, or rare plants as are worthy of cultivation in the gardens of Britain ... The figures by J Sowerby. 2 volumes, Londen 1804
- Remarks on the generic characters of the decandrous papilionaceous plants of New Holland, Londen 1804
- An Introduction to physiological and systematical Botany, Londen 1807
- A Review of the modern state of Botany, with a particular reference to the natural systems of Linnæus and Jussieu. From the second volume of the supplement to the Encyclopædia Britannica, Edinburgh 1817(?)
- Considerations respecting Cambridge, more particularly relating to its Botanical professorship, Londen 1818
- A Grammar of Botany, illustrative of artificial, as well as natural classification; with an explanation of Jussieu’s system, Londen 1821
- A Selection of the Correspondence of Linnaeus and other naturalists. 2 delen, Londen 1821 Deel 1
- A Compendium of the English Flora, Londen 1829
- The English Flora, 5 delen, Londen 1824–36
- English Botany, or coloured figures of British Plants. ..., The figures by J. Sowerby, (2e uitgave, 12 delen), Londen 1832–1846

## Hommage
Het geslacht Smithia Aiton uit de vlinderbloemenfamilie is naar hem genoemd.
- Bibsys: 90118057
- Biblioteca Nacional de España: XX1752975
- Bibliothèque nationale de France: cb13170263n (data)
- Author citation (botany): Sm.
- CiNii: DA1101810X
- Gemeinsame Normdatei: 117436615
- International Standard Name Identifier: 0000 0001 2144 838X
- Library of Congress Control Number: n82249860
- National Gallery of Victoria: 27426
- Nationale Bibliotheek van Tsjechië: mub2014809024
- Nationale bibliotheek van Australië: 35769357
- Nationale Bibliotheek van Israël: 987007268132105171
- Nederlandse Thesaurus van Auteursnamen: 070147442
- Réseau des bibliothèques de Suisse occidentale: 02-A013642316
- Istituto Centrale per il Catalogo Unico: LO1V182057
- LIBRIS: 92798
- SNAC: w61g15r8
- Système universitaire de documentation: 073945102
- Museum of New Zealand Te Papa Tongarewa: 49750
- Trove: 1079066
- Virtual International Authority File: 98223258
- WorldCat: E39PBJcKKmTfhcP8g8XHQ6RVG3